# Jeff Grubb
Jeff Grubb (Pittsburgh, Pennsylvania, 1957. augusztus 27. –) amerikai fantasy-könyv író, az ő tollából született például a Testvérháború és a Tűzkeresztség is. Több fantasy-sorozatba is írt már regényt: Magic: The Gathering, StarCraft, WarCraft és Dungeons & Dragons.
Grubb két világ alapítója is: Tracy Hickman-nel közösen létrehozták a Dragonlance-et, míg Ed Greenwooddal a Forgotten Realmset. Feleségével, Kate Novakkal együtt is ír, így született például a Finder’s Stone trilógia.

## Bibliográfia

### Regények
Dragonlance
- Villains 
  - Book 5: Lord Toede (1994)

Forgotten Realms
- The Finder's Stone Trilogy (Kate Novakkal) 
  - Azure Bonds (1988)
  - The Wyvern's Spur (1990)
  - Song of the Saurials (1991)
- The Harpers (Kate Novakkal) 
  - Book 10: Masquerades (1995)
  - Book 15: Finder's Bane (1997)
- The Lost Gods (Kate Novakkal) 
  - Tymora's Luck (1997), a Finger's Bane folytatása
- Cormyr, A regény (1994) (Ed Greenwooddal)

Magic: The Gathering
- Ereklyék ciklus
  - 1. könyv: Testvérháború (1999)
- Ice Age Trilogy 
  - The Gathering Dark (1999)
  - Eternal Ice (2000)
  - The Shattered Alliance (2000)

StarCraft
- Tűzkeresztség (2001)

WarCraft
- Az utolsó őriző (2001)

## Magyarul
- Testvérháború. Ereklyék-ciklus I. kötet; ford. Mészáros Péter; Camelot, Bp., 2000
- Ed Greenwood–Jeff Grubb: Cormyr – a regény; ford. Kollár Emese; Delta Vision, Bp., 2002
- Tűzkeresztség; ford. Szántai Zsolt; Szukits, Szeged, 2003
- Az utolsó Őriző; nyersford. Juhász Csilla, ford. Szántai Zsolt; Szukits, Szeged, 2004
  - (Az utolsó őrző címen is)
- Tűzkeresztség; ford. Szente Mihály; Szukits, Szeged, 2006
- Matt Forbeck–Jeff Grubb: Ascalon kísértetei; ford. Sziklai István; PlayON!, Bp., 2012
- Az utolsó őrző; ford. Szántai Zsolt; Szukits, Szeged, 2023
  - (Az utolsó Őriző címen is)